# Phụ thuộc thể chất
Phụ thuộc thể chất là một bệnh thể chất gây ra bởi việc sử dụng mãn tính một loại thuốc tăng dung nạp, trong đó việc ngừng thuốc đột ngột hoặc từ từ gây ra các triệu chứng thể chất khó chịu. Sự phụ thuộc về thể chất có thể phát triển từ việc sử dụng một số loại thuốc điều trị liều thấp như benzodiazepin, opioid, thuốc chống động kinh và thuốc chống trầm cảm, cũng như lạm dụng thuốc giải trí như rượu, opioid và benzodiazepin. Liều sử dụng càng cao, thời gian sử dụng càng lớn và bắt đầu sử dụng tuổi sớm hơn dự đoán sự phụ thuộc về thể chất trở nên tồi tệ hơn và do đó các hội chứng cai nghiện nghiêm trọng hơn. Hội chứng rút tiền cấp tính có thể kéo dài vài ngày, vài tuần hoặc vài tháng. Hội chứng cai thuốc kéo dài, còn được gọi là hội chứng cai nghiện cấp tính hay "PAWS", là sự tiếp tục ở mức độ thấp của một số triệu chứng cai nghiện cấp tính, điển hình là ở dạng tái phát, thường dẫn đến tái phát và tàn phế kéo dài đến mức độ khiến người nghiện không có khả năng có được việc làm hợp pháp. Hội chứng cai nghiện kéo dài có thể kéo dài hàng tháng, hàng năm hoặc tùy thuộc vào từng yếu tố. Hội chứng cai nghiện kéo dài được ghi nhận là thường xuyên nhất gây ra bởi các loại thuốc benzodiazepin. Để xua tan sự nhầm lẫn phổ biến với chứng nghiện, sự phụ thuộc về thể chất vào thuốc đôi khi được so sánh với sự phụ thuộc vào insulin của người mắc bệnh tiểu đường.

## Triệu chứng
Sự phụ thuộc về thể chất có thể biểu hiện ở sự xuất hiện của cả các triệu chứng về thể chất và tâm lý do sự thích nghi sinh lý ở hệ thần kinh trung ương và não do tiếp xúc lâu dài với một chất nhất định. Các triệu chứng có thể gặp phải trong khi ngừng hoặc giảm liều dùng bao gồm tăng nhịp tim và/hoặc tăng huyết áp, đổ mồ hôi và run. Các triệu chứng cai nghiện nghiêm trọng hơn như nhầm lẫn, co giật và ảo giác thị giác cho thấy tình trạng khẩn cấp nghiêm trọng và cần được chăm sóc y tế ngay lập tức. Các thuốc thôi miên an thần như rượu, thuốc benzodiazepin và barbiturat là những chất phổ biến duy nhất có thể gây tử vong khi rút do xu hướng gây co giật khi rút thuốc. Việc rút thuốc đột ngột từ các loại thuốc khác, chẳng hạn như opioid có thể gây ra sự rút thuốc cực kỳ đau đớn, rất hiếm khi gây tử vong ở bệnh nhân có sức khỏe tốt và điều trị nội khoa, nhưng thường gây tử vong ở bệnh nhân có hệ thống tim mạch yếu; độc tính thường được gây ra bởi sự gia tăng thường xuyên của nhịp tim và huyết áp (có thể được điều trị bằng clonidine), hoặc do rối loạn nhịp tim do mất cân bằng điện giải do không thể ăn, và tiêu chảy và nôn mửa liên tục (có thể được điều trị với loperamid và ondansetron tương ứng) liên quan đến hội chứng cai nghiện opioid cấp tính, đặc biệt là trong các chất có tác dụng kéo dài trong đó tiêu chảy và nôn mửa có thể tiếp tục không giảm trong nhiều tuần, mặc dù các biến chứng đe dọa đến tính mạng là rất hiếm, và gần như không tồn tại nếu có chăm sóc y tế thích hợp.